# Большая Земляная
Большая Земляная (Земляная) — река в России, протекает по Тавдинскому городскому округу Свердловской области. Река вытекает из болота Большая Поплавуха. Устье реки находится в 19 км от устья Азанки по правому берегу. Длина реки составляет 22 км.
В полукилометре от устья справа в Большую Земляную впадает Малая Земляная.

## Данные водного реестра
По данным государственного водного реестра России относится к Иртышскому бассейновому округу, водохозяйственный участок реки — Тавда от истока и до устья, без реки Сосьва от истока до водомерного поста у деревни Морозково, речной подбассейн реки — Тобол. Речной бассейн реки — Иртыш.
Код объекта в государственном водном реестре — 14010502512111200013134.